# Ivor Motors
Ivor Motors Ltd. war ein britischer Hersteller von Automobilen.

## Unternehmensgeschichte
Ivor Henry Millter gründete im Mai 1911 das Unternehmen in London zur Produktion von Automobilen. Der Markenname lautete Ivor. Im November 1916 wurde das Unternehmen aufgelöst. Es ist unklar, ob während der gesamten Zeit Automobile entstanden.

## Fahrzeuge
Im Angebot standen die Modelle 12/14 HP, 15/20 HP und 20/30 HP. Vierzylindermotoren von Établissements Ballot trieben die Fahrzeuge an. Malicet & Blin lieferte die Hinterachse, das Getriebe und die Lenkung. Besonderheit waren die Schiebetüren.